# Gonaepa
Gonaepa é um gênero de traça pertencente à família Agonoxenidae.